# Валленштейн (сериал, 1978)
«Валленштейн» (нем. ValIenstein) — исторический четырёхсерийный сериал, снятый режиссёром Францем Петером Виртом в 1978 года.
Фильм поставлен на основе  биографии Валленштейна
«Wallenstein-Bilder zu seinem Leben», написанной историком Голо Манном.

## Синопсис
Часть 1: Лояльный император
После смерти своей жены Лукреции Некеш фон Ландек в 1614 году Альбрехт фон Валленштейн становится единственным наследником богатого чешско-моравского дворянского рода.
Отношения между правящими Габсбургами и чешским населением натянуты. 23 мая 1618 года чешские дворяне сбрасывают имперского губернатора Вилема Славату и двух других эмиссаров Габсбургов из окна в Пражском Граде. Это событие в истории названо Второй
Пражской дефенестрацией.
Валленштейн встает на сторону императора Фердинанда II, желавшего подавить Богемское восстание. Император заключает союз с Максимилианом I — герцогом Баварии и главой Католической лиги. Могущественная лига под командованием графа
Тилли вступает в битву у Белой горы.
Часть 2: Крупные сделки
Имперские войска одерживают победу в битве у Белой горы (1620). Фридрих V,
граф Турн и ряд лидеров богемских повстанцев, обращены в бегство. Ситуация переходит под контроль императора Фердинанда II. Он проводит казни над зачинщиками восстания. Валленштейн назначается военачальником в Богемии и получает герцогство Фридланд за свою верность. В 1623 году он женится на Изабелле — дочери имперского графа Карл фон Гарраха, который был одним из важных финансовых советников императора. Хорошие отношения Валленштейна с династией Габсбургов становятся еще теснее.
Часть 3: В лабиринте
Валленштейн, назначенный генералиссимусом, двинулся со своей армией в имперский округ Нижняя Саксония. Он пытается приучить к дисциплине солдат и офицеров, которые хотят компенсировать это мародерством. Его военный талант приносит ему всеобщее признание. Его имя становится легендой. Валленштейн мчится от успеха к успеху.
В 1628 году ему удается изгнать датского короля 
Кристиана IV, продвинувшегося вглубь Германии. Император Фердинанд II передает герцогство Мекленбургское Валленштейну в качестве наследственной собственности.
Часть 4: Секретный приговор
После неудержимого триумфального шествия шведский король Густав II Адольф, борющийся за дело протестантов, занимает столицу Баварии — Мюнхен. Тилли умирает, Максимилиан I ищет убежище. В этой угрожающей ситуации император Фердинанд II возвращает опального Валленштейна. Генералиссимус, получивший теперь даже право вести дипломатические переговоры, снова доказывает свои стратегические способности. Его тактика: парализовать противника, заблокировать его, дать ему истечь кровью. Войска Валленштейна и шведского короля встречаются в битве при Лютцене (1632) под Лейпцигом. Густав II Адольф погибает. Исход битвы остается нерешенным.
24 января 1634 г. решение об отстранении Валленштейна принимается на секретной конференции в Вене
(после обвинений в государственной измене и осуждения тайным судом). Через месяц Валленштейн гибнет от рук имперских офицеров.

## В ролях
- Рольф Бойзен — герцог Валленштейн
- Ромуальд Пекни — Фердинанд  II
- Вернер Крайндль — Максимиллиан Баварский
- Эрнст Фриц Фюрбрингер — Тилли
- Карл Шветтер — Эггенберг
- Карл Вальтер Дисс — Коллальто
- Ганс Каниненберг — отец Вильгельм Ламормаини
- Рольф Беккер — Пикколомини
- Кристиан Райнер — глава Евангелической унии Фридрих V
- Бьёрн Ватт-Булсен — Кристиан IV
- Йенс Оккинг — Густав II Адольф
- Рейнхильд Зольф — Елизавета Богемская
- Удо Виофф — Вилем Славата
- Стефан Орлак — Ханс де Витте
- Вольфганг Прайс — Турн
- Франц Штосс — Карл фон Гаррах
- Эрика Дойтингер — Изабелла, вторая жена Валленштейна
- Карл-Михаэль Фоглер — отец Валериано Маньи
- Рейнхард Глемниц — Олдринген
- Райнер фон Артенфельс — Сенно
- Фридрих Грёндаль — Лихтенштейн
- Иржи Клем — Ярослав Боржита из Мартиниц
- Гарри Каленберг — Якоб фон Фюрстенберг
- Эмиль Штёр — Хлесл
- Хайнц Вайс — Зиротин
- Карл-Хайнц фон Кассель — дворецкий
- Вацлав Лохниски — Кеплер
- Ульрих фон Добшютц — Гордон
- Клаудиа Герстакер — императрица Анна Тирольская
- Роберт Тессен — император Матвей
- Йоахим Хансен — Арним
- Петер Бонгарц — Лесли
- Ханс Отто Болл — Кристиан фон Илоу
- Тони Бергер — спикер мюнхенского парламента
- Хайнц Шиммепфенниг — мэр Эгера
- Гюнтер Зауэр — спикер

 В эпизодах 
Карел Пейр, Ян Прейсил, Иржи Вондрачек, Иван Выскочил, Иржи Захайский,  Иржи Холи, Вацлав Логницкий, Петр Поспичаль, Эмиль Штер, Фридрих фон Тун, Владимир Матейчек, Радослав Брзбогатый.

## Съемочная группа
Продюсеры: Бо Кристенсен, Ян Кадлец, Гельмут Пигге, Петер Ценк.

Режиссёр: Франц Петер Вит.

Сценаристы: Леопольд Альсен, Голо Манн.

Оператор: Гернот Ролл.

Монтажёр: Ингрид Бросцат.

Композитор: Юджин Томасс.

Дизайнер по костюмам:
Ingeborg Desmarkowitz.

Гримеры: Albin Löw, Йонас Мюллер, Петер Мюллер.

Художник-декоратор:
Гёц Вайднер.

Звукооператоры: 
Милан Бор, Вернер Бём, Милослав Хурка, Армин Манч.

Специалист по спецэффектам:
Тео Нишвиц.

Ассистент оператора:
Райнер Гутяхр.

Ассистенты режиссёра:
Ян Фантль, Эльмар Клос, Hannelore Nikel.

Менеджеры по производству: Томас Габрис, Михаэль Зенфтлебен.

Прочие специалисты:
Georg Kuhn, Paul Burks.

## Распространение
Официальными дистрибьютерами являются:
- Production Companies Schweizer Fernsehen
- Fernsehjuwelen (2017) (DVD)
- Pidax Film (2010) (DVD)
- StudioCanal (2013) (DVD)